# Gerald Lee
Gerald Raymond Lee jr. (Uusikaupunki, 23 novembre 1987) è un ex cestista statunitense naturalizzato finlandese.
Suo padre Gerald Lee Sr. fu anch'egli un cestista.

## Carriera
Nel 2011-12 ha militato nella Veroli Basket.

## Palmarès
- Campionato montenegrino: 1

Budućnost: 2012-13
- Campionato rumeno: 1

Asesoft Ploiești: 2013-14